# Fidji aux Jeux olympiques d'été de 2008
Les Fidji participent aux Jeux olympiques d'été de 2008 à Pékin. Il s'agit de leur 12e participation à des Jeux d'été. 

## Délégation

### Athlétisme
Hommes
- Makelesi Bulikiobo
- Niko Verekauta

| Épreuve    | Athlète        | Séries   | Séries | Quarts de finale | Quarts de finale | Demi-finales | Demi-finales | Finale   | Finale |
| Épreuve    | Athlète        | Résultat | Rang   | Résultat         | Rang             | Résultat     | Rang         | Résultat | Rang   |
| ---------- | -------------- | -------- | ------ | ---------------- | ---------------- | ------------ | ------------ | -------- | ------ |
| 400 mètres | Niko Verekauta | 46.32    | 4e     | -                | -                | -            | -            | -        | -      |

#### Femmes
| Épreuve    | Athlète           | Séries   | Séries | Quarts de finale | Quarts de finale | Demi-finales | Demi-finales | Finale   | Finale |
| Épreuve    | Athlète           | Résultat | Rang   | Résultat         | Rang             | Résultat     | Rang         | Résultat | Rang   |
| ---------- | ----------------- | -------- | ------ | ---------------- | ---------------- | ------------ | ------------ | -------- | ------ |
| 400 mètres | Makelesi Batimala | 52.24    | 5e     | -                | -                | -            | -            | -        | -      |

### Haltérophilie
Femmes
- Josefa Vueti[1]

### Judo
Femmes
- Sisilia Nasiga

### Natation
Hommes
- Glen Kable

### Tir
Hommes
- Carl Probert[2]